# دون برنسون
دونالد ال. برَنسون (انگلیسی: Donald L. Branson؛ زادهٔ ۲ ژوئن ۱۹۲۰ در رنتول، ایلینوی، درگذشتهٔ ۱۲ نوامبر ۱۹۶۶ در گاردنا، کالیفرنیا) رانندهٔ مسابقات اتومبیل‌رانی اهل ایالات متحده آمریکا بود که از فصل ۱۹۵۹ تا ۱۹۶۰ در مجموع در دو گراند پری از مسابقات جهانی فرمول یک شرکت کرد، اما موفق به کسب هیچ امتیازی نشد.
برنسون در ۱۲ نوامبر ۱۹۶۶ بر اثر تصادف رانندگی به‌هنگام مسابقه در گاردنا، کالیفرنیا درگذشت.